# Juan del Val
Juan Ángel del Val Pérez (Madrid, 5 de octubre de 1970) es un escritor español. Ha trabajado como columnista, guionista, director, productor, presentador y colaborador de radio y televisión.
Ha trabajado en medios como Radio Nacional de España, Televisión Española, Canal 9, Antena 3 y Telecinco, y copresentó Lo mejor que te puede pasar junto a su mujer Nuria Roca en Melodía FM durante cuatro años. 
En 2019 ganó el premio Primavera con su novela Candela, donde explica la historia de una mujer de mediana edad que regenta un bar de barrio con su abuela y su madre. También es conocido por sus intervenciones en el programa de televisión El Hormiguero de colaborador de las tertulias.
En enero de 2021 publica Delparaíso, una novela sobre los entresijos de una urbanización de lujo que le sitúa como uno de los autores de referencia según marca la publicación literaria Zenda.
El 28 de septiembre de 2023 publica su novela Bocabesada.

## Vida privada
En muchas ocasiones, a raíz de su participación en El Hormiguero, del Val ha sido acusado de mantener ciertas posturas conservadoras y de apoyar las tesis de la derecha política española. A pesar de ello, ha hablado en varias ocasiones de su militancia en las Juventudes Comunistas, donde se afilió con 16 años, si bien admite que esa militancia "duró poco". Ha confesado también haber sido un votante habitual de Izquierda Unida y del PSOE. Sin embargo, admite estar en contra del Gobierno de Pedro Sánchez y que no respeta a los votantes de EHBildu, aunque sí a los de Vox.
Desde el año 2000, Juan del Val está casado con Nuria Roca, con quien es padre de tres hijos.

## Obras literarias
- 2011- Para Ana (de tu muerto), junto con Nuria Roca.
- 2012 - Lo inevitable del amor, junto con Nuria Roca.
- 2017 - Parece mentira
- 2019 - Candela
- 2021 - Delparaíso
- 2023 - Bocabesada

## Programas de televisión
| Año                                        | Programa                               | Canal     | Notas                  |
| ------------------------------------------ | -------------------------------------- | --------- | ---------------------- |
| 2011 – 2012; 2014; 2017; 2020 – 2021; 2023 | El hormiguero                          | Antena 3  | Invitado               |
| 2018                                       | Viva la vida                           | Telecinco | Invitado               |
| 2018 – 2020                                | El programa de Ana Rosa                | Telecinco | Colaborador e invitado |
| 2019 – 2020                                | Ya es mediodía                         | Telecinco | Colaborador            |
| 2019                                       | Assumptes Interns                      | À Punt    | Invitado               |
| 2019; 2021                                 | Sálvame                                | Telecinco | Invitado               |
| 2020 – 2021                                | La hora de La 1                        | La 1      | Colaborador            |
| 2020 – presente                            | El hormiguero                          | Antena 3  | Colaborador            |
| 2021 – 2023                                | Pasapalabra                            | Antena 3  | Invitado               |
| 2021                                       | Liarla Pardo                           | La Sexta  | Invitado               |
| 2021                                       | Family Feud: La batalla de los famosos | Antena 3  | Concursante            |
| 2021 – presente                            | El desafío                             | Antena 3  | Jurado                 |
| 2021 – presente                            | La Roca                                | La Sexta  | Colaborador            |
| 2022 – presente                            | La Roca                                | La Sexta  | Presentador sustituto  |
| 2022                                       | La Sexta noche                         | La Sexta  | Invitado               |

## Premios y reconocimientos
| Año  | Premios             | Sección                                                               | Resultado |
| ---- | ------------------- | --------------------------------------------------------------------- | --------- |
| 2021 | Hoy Magazine        | Mejor novela del año por DelParaíso                                   | Ganador   |
| 2019 | Primavera de Novela | Premio Primavera de Novela en su vigésimo tercera edición por Candela | Ganador   |